# 小行星6862
小行星6862（英語：6862 Virgiliomarcon）是一颗围绕太阳公转的小行星。1991年4月11日，Osservatorio San Vittore在博洛尼亚发现了此天体。
这颗小行星的绝对星等为39.20664882543159等。